# CRV Leonardo (A 5301)
Le CRV Leonardo (A 5301) est un navire océanographique côtier de l’ OTAN appartenant à l’OTAN et exploité par la Marina militare en tant que navire de recherche côtier (CRV), partagé par le Centre de recherche et d’expérimentation maritimes (CMRE-Centre for Maritime Research and Experimentation, à La Spezia, en Italie.

## Histoire
Le navire, construit sur le chantier naval McTay Marine (en) à Bromborough (Angleterre) a été livré au Centre de recherche sous-marine de l'OTAN-NURC (SACLANTCEN) le 30 avril 2002 et s'est vu attribuer le pavillon d'un navire public de la République d'Italie en vertu d'un mémorandum d'accord signé en 2001 entre le ministère de la Défense nationale (MOD-IT) et le Suprême Commandant des forces alliées dans l'Atlantique.
Le 16 novembre 2009, le CRV Leonardo a été confié à la Marina militare et officiellement transféré sous pavillon naval italien. Leonardo a le statut d'auxiliaire de la Marina militare et est dirigé par un équipage militaire. Le Centre de recherche sous-marine de l'OTAN-CNUR est désormais nommé CMRE - Centre de recherche et d'expérimentation maritimes de La Spezia, concernant les champs acoustiques et environnementaux.
- surface de travail scientifique principale (pont arrière): 59 m2
- laboratoire principal scientifique : 31,2 m2
- capacité de transport : un conteneur standard ISO 1D,
- Echosondeur multifaisceaux Simrad EM-3000,
- Divers systèmes de communication dont un GMDSS

## Galerie

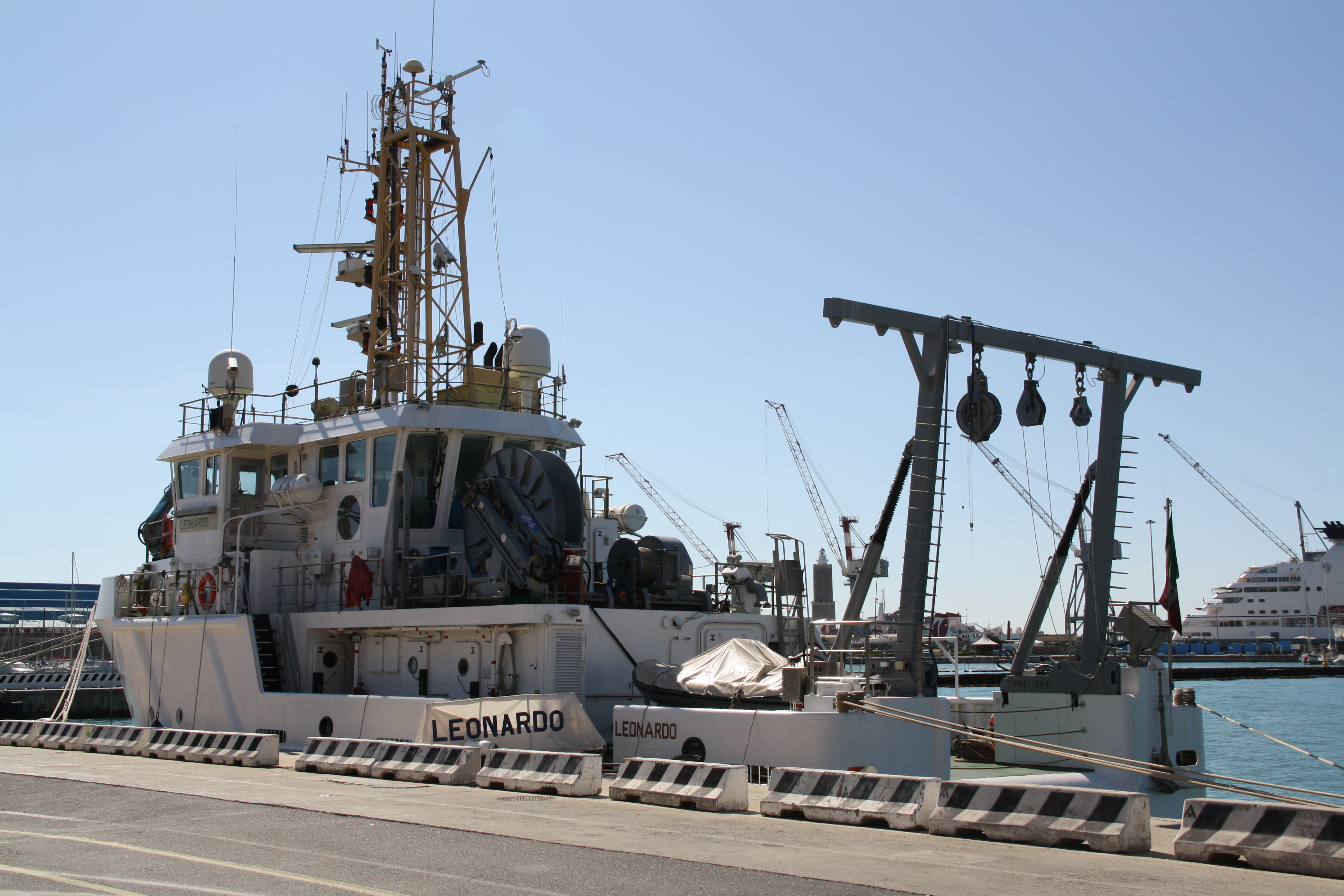
Leonardo (A 5301)
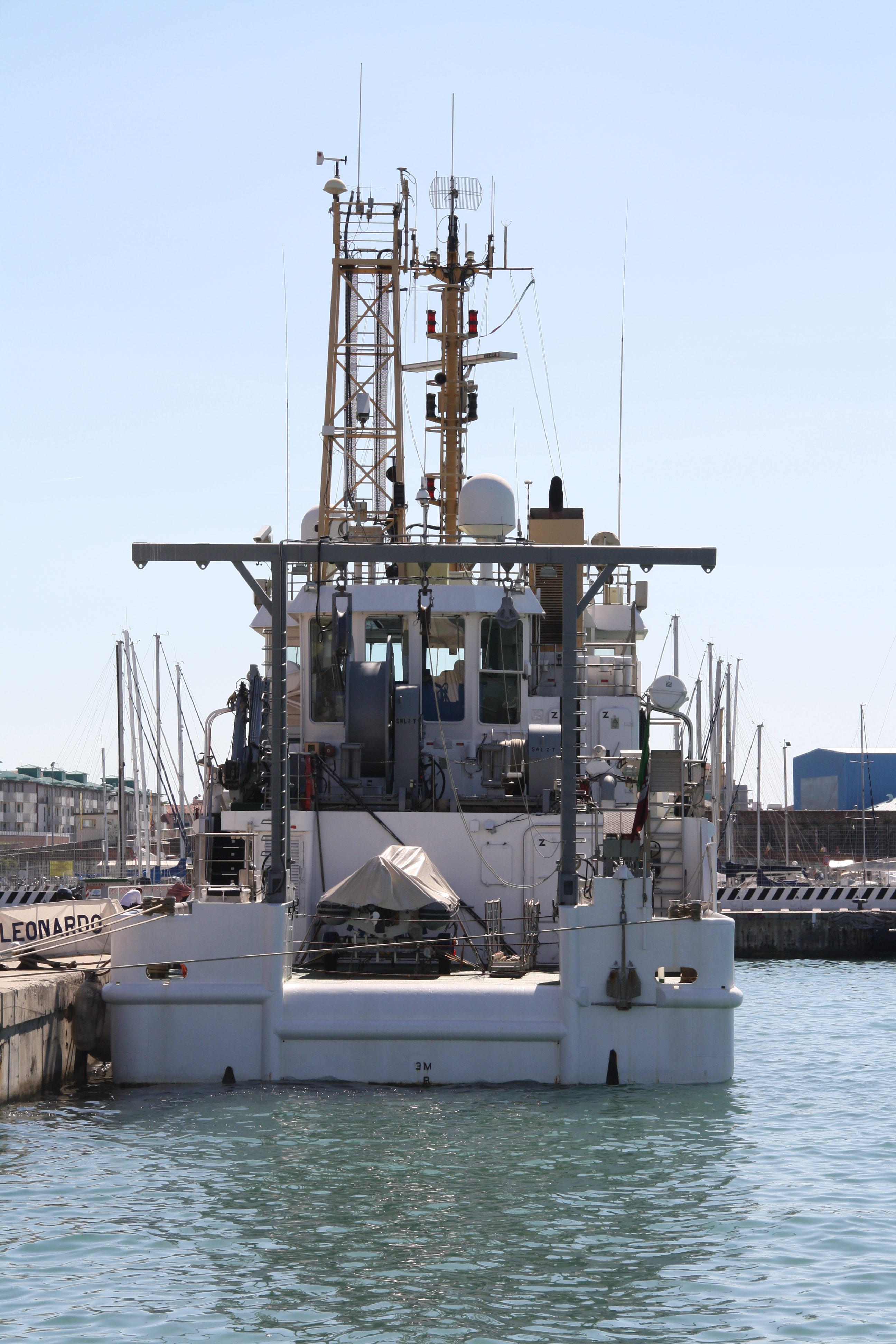
Leonardo (pont arrière)
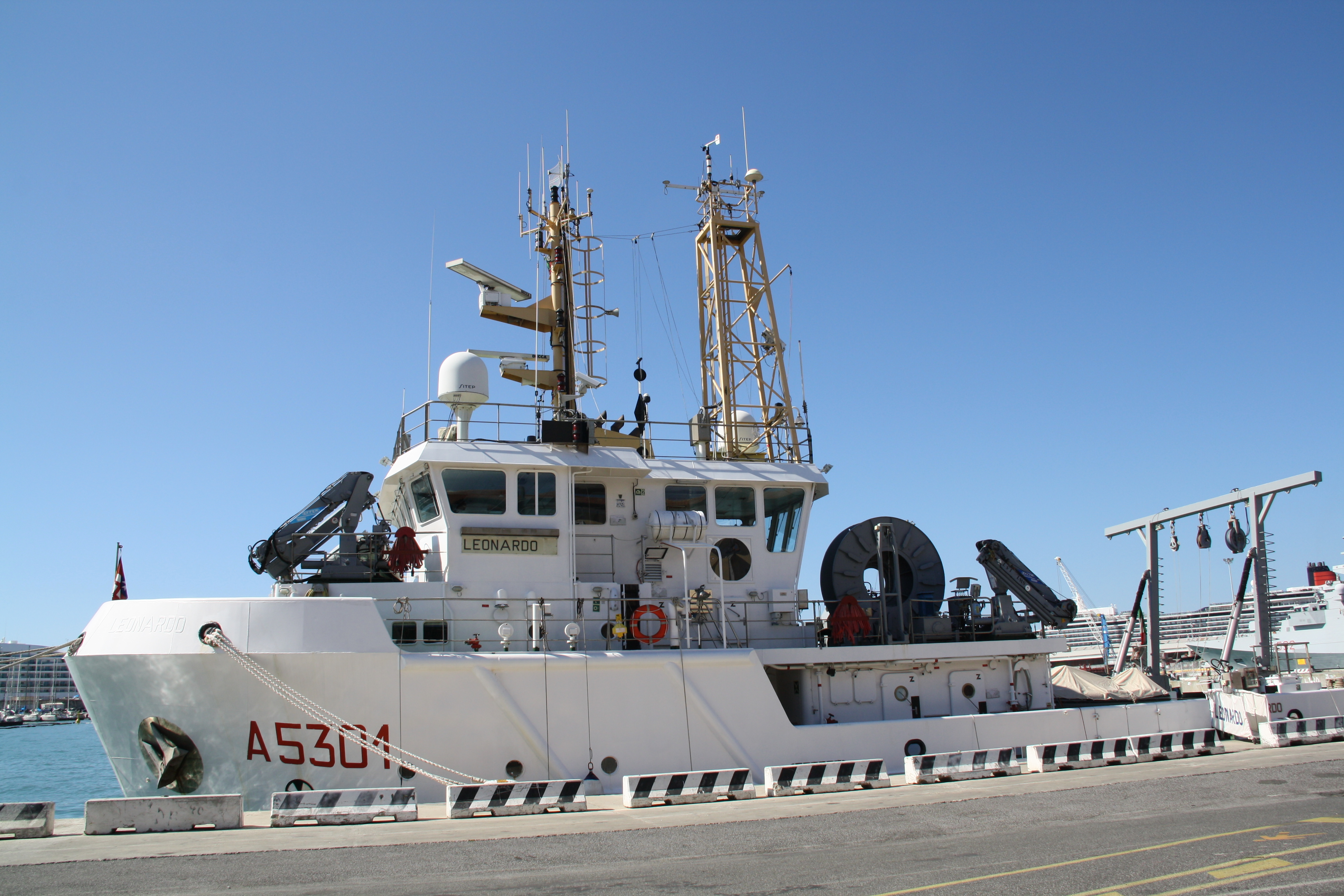
CRV Leonardo

### Note et référence
- (en) Cet article est partiellement ou en totalité issu de l’article de Wikipédia en anglais intitulé « Italian ship Leonardo (A 5301) » (voir la liste des auteurs).